# Артур Бернс
А́ртур Френк Бернс (англ. Arthur Frank Burns; 27 квітня 1904, Станиславів, нині Івано-Франківськ — 26 червня 1987, Балтимор, США) — американський економіст українського єврейського походження. Консультант з економіки президента Дуайта Ейзенхауера, радник президента Річарда Ніксона з економічних питань (з 1969, разом з Аланом Грінспеном та Мілтоном Фрідманом). Голова Федеральної резервної системи США у 1970–1978 роках. Посол США в ФРН (1981–1985).

## Життєпис
Навчався в Колумбійському університеті (з 1934 — доктор наук).
Викладав економіку в університеті Рутгерса з 1927 по 1944.
З 1944 — в Колумбійському університеті (20 років викладацької діяльності).
1953 — голова Ради економічних радників уряду США. Не залишаючи викладацької роботи, був президентом Національного бюро економічних досліджень (упродовж 10 років).
З 1969 по 1985 — на державній службі.

## Основні праці

Пам'ятник Артуру Бернсу в Івано-Франківську

Основна наукова праця А. Бернса — «Вимір економічних циклів» (1946) (у співавторстві з У. Мітчелом). А. Бернс в Колумбійському університеті був науковим керівником А. Грінспена, який очолював Федеральне резервне управління США за чотирьох президентів (Дж. Форда, Р. Рейгана, Дж. Г. В. Буша, Б. Клінтона).

## Вшанування пам'яті
В Івано-Франківську 14 листопада 2019 р. з ініціативи приватних меценатів встановили пам'ятник Артуру Бернсу за адресою Бельведерська, 10-А, з боку провулку Фортечний.